# リアム・ウィリアムス
リアム・ウィリアムス（Liam Williams、1992年5月26日-）は、ウェールズの元プロボクサー。チャーチ・ビレッジ出身。

## 来歴
2011年11月19日、ニューポートのニューポート・センターでプロデビュー。
2015年12月19日、マンチェスター・アリーナでクリス・カウスラウとコモンウェルスイギリス連邦王座の防衛とBBBofC英国スーパーウェルター級王座決定戦を行い、2回10秒TKO勝ちを収めコモンウェルス王座は初防衛、BBBofC王座を獲得した
2016年7月16日、カーディフのアイス・アリーナ・ウェールズでゲーリー・コーコランと対戦し、11回2分10秒TKO勝ちを収めBBBofC王座の初防衛に成功した。
2017年4月8日、マンチェスター・アリーナでリアム・スミスとWBO世界スーパーウェルター級暫定王座決定戦を行うはずだったが、前日計量でスミスが規定体重の154ポンドを1.9ポンド超過の155.9ポンドを計測し計量失格となった為、ウィリアムスが勝てば王座を獲得しスミスが勝てば王座は空位となる条件で試合は行われ、9回終了時に棄権した為TKO負けとなり暫定王座は空位のままになった。
2017年11月11日、ニューカッスル・アポン・タインのメトロ・ラジオ・アリーナでリアム・スミスと7ヶ月振りの再戦となるWBO世界スーパーウェルター級挑戦者決定戦を行い、12回0-2（111-117、112-116、114-114）の判定負けを喫しミゲール・コットへの挑戦権を獲得出来なかった。
2019年12月21日、ロンドンのカッパー・ボックスでアランテズ・フォックスとWBOインターコンチネンタルミドル級王座決定戦を行い、5回2分59秒TKO勝ちを収め王座を獲得した。
2020年10月10日、ロンドンのBTスポーツ・スタジオでの無観客試合としてアンドリュー・ロビンソンと2018年12月22日にミドル級で獲得したBBBofC王座の防衛戦を行い、初回1分28秒KO勝ちを収め2度目の防衛に成功した。
2021年4月17日、フロリダ州ハリウッドのセミノール・ハード・ロック・ホテル・アンド・カジノ内にあるハード・ロック・ライブでWBO世界ミドル級王者のデメトリアス・アンドラーデに挑戦し、12回0-3（111-116、109-118×2）の判定負けを喫し王座を獲得出来なかった。
2022年2月5日、モーターポイント・アリーナ・カーディフでクリス・ユーバンク・ジュニアと対戦し、12回0-3(109–116、108–116、109–117)の判定負けを喫した。
2024年10月16日、ウィリアムスは慢性外傷性脳症を理由に現役引退を表明した。

## 獲得タイトル
- コモンウェルスイギリス連邦スーパーウェルター級王座
- BBBofC英国スーパーウェルター級王座
- WBOヨーロッパスーパーウェルター級王座
- BBBofC英国ミドル級王座
- WBC世界ミドル級シルバー王座
- WBOインターコンチネンタルミドル級王座